# Pinggir (Pinggir)
Pinggir is een bestuurslaag in het regentschap Bengkalis van de provincie Riau, Indonesië. Pinggir telt 15.390 inwoners (volkstelling 2010).